# Penicillidia allisoni
Penicillidia allisoni är en tvåvingeart som beskrevs av Oskar Theodor 1968. Penicillidia allisoni ingår i släktet Penicillidia och familjen lusflugor.
Artens utbredningsområde är Ghana. Inga underarter finns listade i Catalogue of Life.